# Vicepresidente de Tanzania
El vicepresidente de la República Unida de Tanzania (en suajili, Makamu wa Rais wa Jamhuri ya Muungano wa Tanzania; en inglés, Vice-President of the United Republic of Tanzania) es el segundo cargo político más importante del Gobierno de Tanzania. Su función es la de ayudar y asesorar al presidente de la República en la dirección del poder ejecutivo.  
El actual vicepresidente del país es Philip Mpango, que ejerce desde el 30 de marzo de 2021. Fue elegido por la presidenta Samia Suluhu al asumir ella las funciones de presidenta tras el fallecimiento del anterior presidente.

## Características

### Elegibilidad
El Vicepresidente será elegido en la misma elección junto con el presidente, después de haber sido nominado por su partido al mismo tiempo que el candidato presidencial y haber sido votado juntos en la misma lista (artículo 47). No obstante en caso de fallecimiento, renuncia o cese, el presidente podrá elegir un nuevo vicepresidente, después de consultar con el partido político al que pertenece, y tal nombramiento será confirmado por la Asamblea Nacional de Tanzania con votos de no menos del cincuenta por ciento de todos los miembros.
Los requisitos serán que sea ciudadano de la República Unida por nacimiento de conformidad con la ley de ciudadanía; haya cumplido cuarenta años de edad; sea miembro de un partido político y candidato nominado por éste; esté calificado para ser miembro del Parlamento. El vicepresidente no podrá ejercer otro cargo al mismo tiempo, así, si este ejerciera alguno de los cargos oficiales (diputado, primer ministro o presidente de Zanzíbar) deberá renunciar a ese cargo antes de asumir la vicepresidencia.

### Zona continental y Zanzíbar
Para evitar la concentración de cargos en manos de una de las regiones, la constitución de Tanzania en su artículo 47.3 determina que ambas regiones deben estar representadas en los principales cargos:
Se nominará a una persona para que se postule para el cargo de vicepresidente sobre la base del principio de que cuando el de presidente de la República Unida proviene de una parte de la República Unida, entonces el vicepresidente será una persona que proviene de la otra parte de la Unión.
En cuanto a los vicepresidentes esta disposición se cumplió de 1964 hasta 1984 cuando los tres últimos vicepresidentes de Julius Nyerere también fueron originarios de la antigua Tanganica. A partir del inicio de la presidencia de Benjamin Mkapa en 1995 se ha cumplido esta premisa. Por su parte, los presidentes, desde 1964, salvo la actual presidenta Samia Suluhua de Zanzíbar, el resto de presidentes han sido originarios de la parte continental de Tanzania. 

### Toma de posesión
El vicepresidente deberá ser confirmado por la Asamblea y una vez hecho, antes de asumir su cargo, deberá prestar y suscribir ante el presidente de la Corte Suprema de la República Unida el juramento de lealtad y cualquier otro juramento relativo al debido desempeño de las funciones de su cargo que prescriba la ley del Parlamento (artículo 49).

### Mandato
En el artículo 50 se determina que el vicepresidente asumirá el cargo el mismo día en que el presidente asuma el cargo por un período de cinco años a partir del día en que sea elegida vicepresidente. Su mandato durará hasta que: expire su mandato; muera mientras esté en el cargo; renuncie; preste juramento como presidente después de que el cargo de presidente quede vacante; sea condenado por cualquier delito penal que revele falta de honestidad o lealtad; cuando un nuevo presidente jure su cargo con un nuevo vicepresidente; o sea destituido de su cargo por la Asamblea Nacional
La Asamblea Nacional tendrá el mismo poder para destituir al vicepresidente de su cargo en los casos que haya sido cesado por el presidente, ha cometido actos que violan la constitución o se ha comportado de una manera impropia para el cargo.
En este mismo artículo 50 se explica que en caso de que el cargo de vicepresidente quede vacante tan pronto como sea posible y, en cualquier caso, en un plazo que no exceda de catorce días después de que el vicepresidente haya cesado en su cargo, el presidente designará a una persona que será el vicepresidente y dicho nombramiento será confirmado por la Asamblea Nacional por
un voto mayoritario de los miembros del Parlamento.

## Sucesión presidencial
El vicepresidente asume la sucesión presidencial (artículo 37) cuando el presidente esté ausente de la República Unida o no pueda desempeñar las funciones de su cargo. No obstante si el vicepresidente está vacante o si también está ausente o está enfermo;
entonces el primer ministro.
En el caso de muerte del presidente en ejercicio, su renuncia, pérdida de las condiciones electorales o incapacidad para ejercer sus funciones debido a enfermedad física o incumplimiento de los deberes y funciones del cargo de presidente, entonces el vicepresidente prestará juramento y se convertirá en presidente por el resto del período del mandato de cinco años. Finalmente, cuando el vicepresidente ocupe el cargo de presidente de conformidad por menos de tres años, será elegible para postularse al cargo de presidente por dos períodos, pero cuando ocupe el cargo de presidente por tres años o más, será elegible para postularse al cargo de presidente por un solo período (artículo 40).

## Funciones constitucionales
Según la constitución del país en su artículo 47, el vicepresidente que será el principal asistente del presidente en lo que respecta a todos los asuntos de la República Unida en general. El vicepresidente es miembro del Gabinete (artículo 54) y lo presidirá en ausencia del presidente (artículo 54). Entre las funciones del vicepresidente estaría:
- Ayudar al Presidente a hacer un seguimiento de la implementación día a día de los asuntos de la Unión.
- Desempeñar todas las funciones que le asigne el presidente.
- Desempeñar todos los deberes y funciones del cargo de Presidente cuando el presidente esté fuera del cargo o fuera del país.

El vicepresidente desempeñará sus funciones bajo la dirección y supervisión del presidente y ejercerá la dirección y será responsable ante el presidente en cuanto a cualquier asunto o función que le asigne.

## Lista de vicepresidentes (desde 1962)
| #                                                       | Nombre | Nombre | Nombre                                                        | Inicio                  | Final                   | Partido       | Elecciones | Presidente                        | Presidente                         |
| ------------------------------------------------------- | ------ | ------ | ------------------------------------------------------------- | ----------------------- | ----------------------- | ------------- | ---------- | --------------------------------- | ---------------------------------- |
| Primer vicepresidente de la República Unida (1964-1995) |        |        |                                                               |                         |                         |               |            |                                   |                                    |
| 1.º                                                     |        |        | Abeid Karume (1905-1972) Vicepresidente de la República       | 1 de noviembre de 1964  | 7 de abril de 1972      | ASP           | -          |                                   | Julius Nyerere (1964-1985)         |
| 1.º                                                     | 1965   |        | Abeid Karume (1905-1972) Vicepresidente de la República       | 1 de noviembre de 1964  | 7 de abril de 1972      | ASP           |            |                                   | Julius Nyerere (1964-1985)         |
| 1.º                                                     | 1970   |        | Abeid Karume (1905-1972) Vicepresidente de la República       | 1 de noviembre de 1964  | 7 de abril de 1972      | ASP           |            |                                   | Julius Nyerere (1964-1985)         |
| 2.º                                                     |        |        | Aboud Jumbe (1920-2016) Vicepresidente de la República        | 7 de abril de 1972      | 30 de enero de 1984     | ASP (h. 1977) |            |                                   | Julius Nyerere (1964-1985)         |
| 2.º                                                     |        | CCM    | Aboud Jumbe (1920-2016) Vicepresidente de la República        | 7 de abril de 1972      | 30 de enero de 1984     | 1980          |            |                                   | Julius Nyerere (1964-1985)         |
| 3.º                                                     |        |        | Ali Hassan Mwinyi (1925-2024) Vicepresidente de la República  | 30 de enero de 1984     | 5 de noviembre de 1985  | 1980          | CCM        |                                   | Julius Nyerere (1964-1985)         |
| 4.º                                                     |        |        | Joseph Warioba (n. 1940) Vicepresidente de la República       | 5 de noviembre de 1985  | 9 de noviembre de 1990  | CCM           | 1985       |                                   | Ali Hassan Mwinyi (1985-1995)      |
| 5.º                                                     |        |        | John Malecela (n. 1934) Vicepresidente de la República        | 9 de noviembre de 1990  | 5 de diciembre de 1994  | CCM           | 1990       |                                   | Ali Hassan Mwinyi (1985-1995)      |
| 6.º                                                     |        |        | Cleopa Msuya (n. 1934) parte continental                      | 5 de diciembre de 1994  | 23 de noviembre de 1995 | CCM           | 1990       |                                   | Ali Hassan Mwinyi (1985-1995)      |
| Vicepresidente de la República Unida                    |        |        |                                                               |                         |                         |               |            |                                   |                                    |
| 7.º                                                     |        |        | Omar Ali Juma (1941-2001) Vicepresidente de la República      | 23 de noviembre de 1995 | 4 de julio de 2001      | CCM           | 1995       |                                   | Benjamin William Mkapa (1995-2005) |
| 7.º                                                     | 2000   |        | Omar Ali Juma (1941-2001) Vicepresidente de la República      | 23 de noviembre de 1995 | 4 de julio de 2001      | CCM           |            |                                   | Benjamin William Mkapa (1995-2005) |
| 8.º                                                     |        |        | Ali Mohamed Shein (n. 1948) Vicepresidente de la República    | 13 de julio de 2001     | 3 de noviembre de 2010  | CCM           |            |                                   | Benjamin William Mkapa (1995-2005) |
| 8.º                                                     |        | 2005   | Ali Mohamed Shein (n. 1948) Vicepresidente de la República    | 13 de julio de 2001     | 3 de noviembre de 2010  | CCM           |            | Jakaya Mrisho Kikwete (2005-2015) |                                    |
| 9.º                                                     |        |        | Mohamed Gharib Bilal (n. 1945) Vicepresidente de la República | 6 de noviembre de 2010  | 5 de noviembre de 2015  | CCM           | 2010       | Jakaya Mrisho Kikwete (2005-2015) |                                    |
| 10.º                                                    |        |        | Samia Suluhu (n. 1960) Vicepresidenta de la República         | 5 de noviembre de 2015  | 19 de marzo de 2021     | CCM           | 2015       |                                   | John Magufuli (2015-2021)          |
| 10.º                                                    | 2020   |        | Samia Suluhu (n. 1960) Vicepresidenta de la República         | 5 de noviembre de 2015  | 19 de marzo de 2021     | CCM           |            |                                   | John Magufuli (2015-2021)          |
| 11.º                                                    |        |        | Philip Mpango (n. 1957) Vicepresidente de la República        | 31 de marzo de 2021     | en el cargo             | CCM           | [ 2 ]      |                                   | Samia Suluhu (2021- )              |